# Shukr Kuhayl I
Shukr ben Salim Kuhayl I (* 1821; † 1865), auch bekannt als Mari (= Meister), Shukr Kuhayl I (aramäisch: מרי שכר כחיל), war ein jemenitischer, jüdischer Pseudo-Messias des 19. Jahrhunderts.
Shukr Kuhayl I beanspruchte für sich, der lang ersehnte jüdische Messias und gesalbte Priesterkönig zu sein. Als er sich 1861 in Sanaa offenbarte, ging die Verständigung noch dahin, dass er der Botschafter des Messias sei. Im Laufe seiner Auftritte korrigierte er sich dahin, dass er der Messias selbst sei. Jesaja 45,1 legte er so aus, dass er Gottes Botschaft als an ihn (Shukr), statt (Kyrus) gerichtet sah. So spricht der Herr zu Kyrus, seinem Gesalbten, den er an der rechten Hand gefasst hat, um ihm die Völker zu unterwerfen, um die Könige zu entwaffnen, um ihm die Türen zu öffnen und kein Tor verschlossen zu halten:.... Aus כה אמר ה' למשיחו לכורש wurde somit: כה אמר ה' למשיחו לשוכר.
Shukr Kuhayl I trat in Sanaa zu einer Zeit in Erscheinung, als politische Wirren immer stärkere messianische Hoffnungshaltungen in der jüdischen Bevölkerung produzierten. Shukr Kuhayl I ließ sich von seiner Frau scheiden und zog in Fetzen gekleidet als Wanderprediger umher. Er lehrte Genügsamkeit und Armut und ermahnte zu Buße und Reue. Seiner selbst gewahrte man als asketisch-ärmlichen und frommen Einzelgänger.
Die Leute glaubten an ihn, bis er 1865 durch ortsansässige Araber getötet wurde, weil sie in ihm eine Bedrohung sahen. Der Tod Shukr Kuhayl I´s wurde von seinen Anhängern nicht als Tod hingenommen, vielmehr erwarteten alle seine unmittelbare Rückkunft, die 1868 durch die Erscheinung des Shukr Kuhayl II (Judah ben Shalom) bestätigt schien.